# Szczekock
Szczekock (biał. Шчакоцк, Szczakock; ros. Щекотск, Szczekotsk) – wieś na Białorusi, w obwodzie brzeskim, w rejonie janowskim, w sielsowiecie Laskowicze.
Znajduje się tu punkt pomiarowy Południka Struvego, w 2005 wpisany na listę światowego dziedzictwa UNESCO.

## Historia
W XIX i w początkach XX w. położony był w Rosji, w guberni grodzieńskiej, w powiecie kobryńskim, w gminie Drużyłowicze.
W dwudziestoleciu międzywojennym leżał w Polsce, w województwie poleskim, w powiecie drohickim, do 12 kwietnia 1928 w gminie Drużyłowicze, następnie w gminie Janów. W 1921 wieś liczyła 304 mieszkańców, zamieszkałych w 63 budynkach, w tym 298 Białorusinów i 6 Żydów. 298 mieszkańców było wyznania prawosławnego i 6 mojżeszowego.
Po II wojnie światowej w granicach Związku Sowieckiego. Od 1991 w niepodległej Białorusi.